# Striodentalium tosaensis
Striodentalium tosaensis är en blötdjursart som först beskrevs av Tadashige Habe 1963.  Striodentalium tosaensis ingår i släktet Striodentalium och familjen Dentaliidae. Inga underarter finns listade i Catalogue of Life.